# Alsórajk
Alsórajk es un pueblo ubicado en el condado de Zala, Hungría.

## Superficie
Posee una superficie de 8,450 kilómetros cuadrados.

## Demografía
Hasta 2021 la 327 población era de habitantes, con una densidad de población de 38,69 habitantes por kilómetro cuadrado. En 2011 el 97,7% de la población estaba conformada por húngaros y la religión predominante era el catolicismo.